# Gaston Leinekugel Le Cocq
Gaston Leinekugel Le Cocq (* 29. November 1867 in Cambrai, Département Nord; † 18. Februar 1965 in Perpezac-le-Blanc, Département Corrèze) war ein französischer Ingenieur und Brückenbau-Unternehmer.

## Leben und Werk
Nach dem Studium an der École polytechnique und einer Ausbildung zum Ingenieur-Hydrographen auf einem Ausbildungsschiff der französischen Marine fuhr er ab 1893 auf dem Aviso La Chimère, mit dem er zwischen 1899 und 1900 an einem Einsatz in Madagaskar teilnahm. Dabei lernte er Georges Arnodin kennen, den Sohn des Schwebefähren- und Hängebrückenbauers Ferdinand Arnodin.
Nach der Hochzeit mit dessen Tochter quittierte er 1901 den Dienst, um im Unternehmen seines Schwiegervaters in Châteauneuf-sur-Loire an Entwurfsarbeiten und der Produktionsüberwachung mitzuwirken.
Ferdinand Arnodin hatte 1900 von Albert Gisclard die Lizenz für den Bau der von ihm entwickelten Schrägseilbrücken mit sich kreuzenden, bis in die andere Brückenhälfte reichenden Schrägseilen erworben. Gaston Leinekugel Le Cocq überwachte den Bau der ersten Brücken nach diesem System: vier in der Provinz Haut-Ogooué des heutigen Gabun, und die 1907 produzierte und 1909 in der Gemeinde La Foa in der Südprovinz von Neukaledonien eröffnete Passerelle Marguerite.
1909 wurde auch die Pont de Cassagne der Ligne de Cerdagne fertiggestellt. Auf der Rückfahrt von den Belastungstests entgleiste der Zug. Arnodin und Leinekugel Le Cocq wurden verletzt, aber Gisclard und fünf weitere Personen starben bei dem Eisenbahnunfall.
Er war am Entwurf der Pont Sidi M’Cid in Constantine beteiligt wie auch an der kurz darauf dort ausgeführten Pont Mellah Slimane.
1911 plante er zusammen mit seinem Schwiegervater den Viaduc des Rochers Noirs, die zweite Eisenbahnbrücke nach dem System Gisclard.
Im Ersten Weltkrieg entwickelte er eine Behelfsbrücke nach dem System Gisclard, die in den Ateliers Arnodin produziert und fünfzehnmal eingesetzt wurde. Anschließend war er für die Produktion schwerer Munition verantwortlich, gegen Ende des Krieges auch von Geschützen.

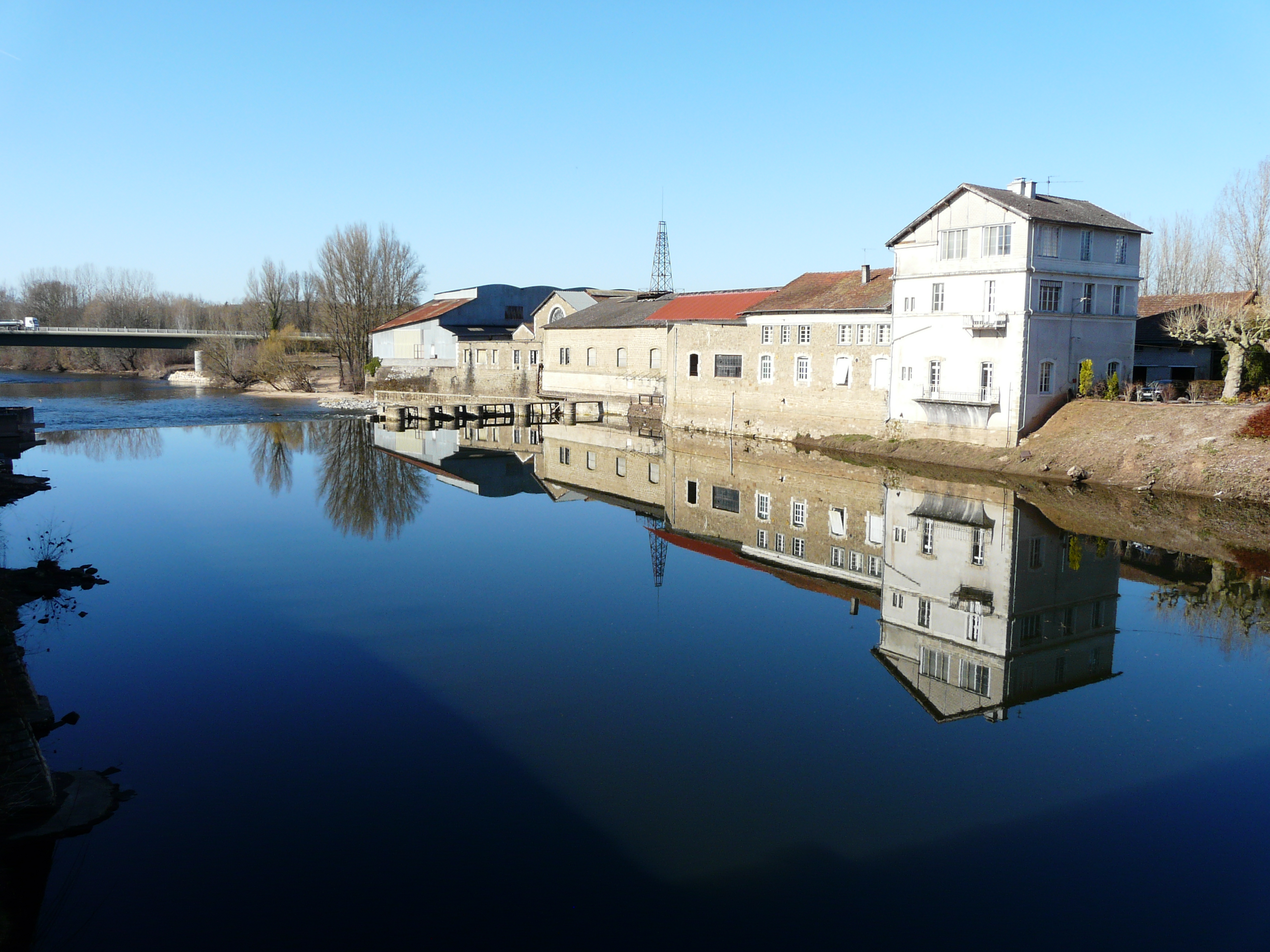
Die ehemaligen Établissements métallurgiques de Larche Gaston Leinekugel Le Cocq

1921 erwarb er das alte Wasserkraftwerk in Larche im Département Corrèze, das er zu einem metallverarbeitenden Werk umbaute und unter der Firma Établissements métallurgiques de Larche Gaston Leinekugel Le Cocq führte.
Im Jahr darauf erhielt er den Auftrag für den Umbau und die Verstärkung der Pont de Lézardrieux, die etwas mehr als 30 Jahre zuvor bereits von Ferdinand Arnodin erneuert worden war. Sein Entwurf war eine eigenständige Weiterentwicklung des Systems Gisclard, die er patentieren ließ. Der Überbau der Brücke wurde in seinem Werk, im Werk Arnodins und einem weiteren Werk hergestellt.
In den Jahren von 1922 bis 1928 waren er und sein Werk in Larche am Bau der Puente Colgante de Santa Fe in Argentinien beteiligt.
Als Ferdinand Arnodin 1924 starb, wurde Leinekugel Le Cocq zusammen mit dessen Sohn Georges Arnodin zum Nachlassverwalter ernannt. In  dieser Zeit wurde insbesondere die Hängebrücke von Deir ez-Zor in Syrien gebaut.
1925 erhielt er den Auftrag für die Puente Libertador in Venezuela, gefolgt von dem Auftrag für die Hängebrücke über den Río Cuyuní.
1927 machte er eine Studienreise in die USA, wo er mit Leon Moisseiff und Ralph Modjeski große Hängebrücken besuchte.
Bei der 1927 eröffneten Pont de Montjean-sur-Loire verband er erstmals die von Gisclard entwickelte fachwerkartige Tragseilverspannung mit den Prinzipien des Dreigelenkbogens. Weitere Hängebrücken entstanden in Capens über die Garonne, in Veurey-Voroize über die Isère und 1931 in Saint-Denis-de-Pile über die Isle. Als bei dieser die Belastungstests durchgeführt wurden, stießen zwei Lkws an ein Tragseil, das brach und den Einsturz der Brücke zur Folge hatte. Der Unfall forderte 16 Todesopfer, darunter Leinekugel Le Cocqs Sohn und den Werkleiter der Fabrik in Larche.
In Bonneuil-Matours baute er 1932 seine erste Hängebrücke, die auf jeder Seite nur ein Tragseil (aus mehreren Drahtbündeln) hatte. In einer ähnliche Bauweise erstellte er zwischen 1931 und 1934 vier Brücken in Madagaskar (Pont de la Kamoro, Pont de Betsiboka und Pont de Mananjary).
Die 1936 eröffnete Hängebrücke in Mornay-sur-Allier zeigte eine weiterentwickelte Bauweise mit einem verstärkten Fahrbahnträger.
1937 übernahm er das Werk Arnodin in Châteauneuf-sur-Loire, verlagerte die Seilherstellung nach Larche und verkaufte anschließend das Werk. Seitdem kamen alle Arnodin-Leinekugel-Brücken aus dem Werk in Larche.
Der Tod seines zweiten Sohnes bei einem Flugzeugabsturz 1948 zwang ihn, im Alter von 81 Jahren wieder aktiv die Leitung der Firma zu übernehmen.
Er war bis 1958 mit dem Entwerfen von Brücken befasst. Insgesamt hat er während seiner Tätigkeit im Werk Arnodin und in seinem eigenen Werk 393 Brücken geplant, konstruiert, hergestellt oder repariert.
Er starb am 18. Februar 1965 in Perpezac-le-Blanc im Alter von 97 Jahren.